# Phenacephorus auriculatus
Phenacephorus auriculatus är en insektsart som först beskrevs av Brunner von Wattenwyl 1907.  Phenacephorus auriculatus ingår i släktet Phenacephorus och familjen Phasmatidae. Inga underarter finns listade i Catalogue of Life.